# Neues Tor (Hannover)
Das Neue Tor in Hannover ist der Name zweier verschiedener historischer Toranlagen.

## Neues Tor (Am Marstall/Am Hohen Ufer)
Dieses Stadttor entstand 1682 als Durchbruch im Eckturm der Stadtmauer, um die nordwestliche Ecke der Altstadt über die Marstallbrücke mit der Calenberger Neustadt zu verbinden. Dieses Tor wurde zwischen 1780 und 1790 abgebrochen und besteht nicht mehr.

## Neues Tor (Schlossstraße)

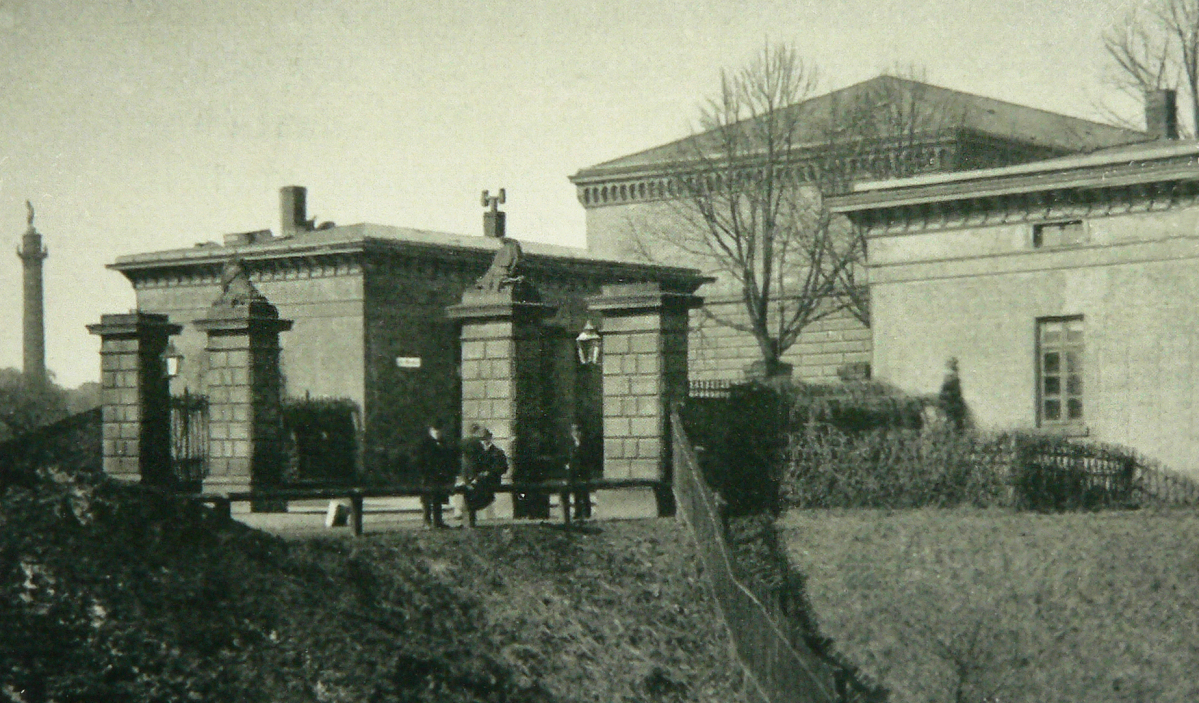
Das Neue Tor am ursprünglichen Standort am Waterlooplatz noch mit beiden Torhäusern vor 1895

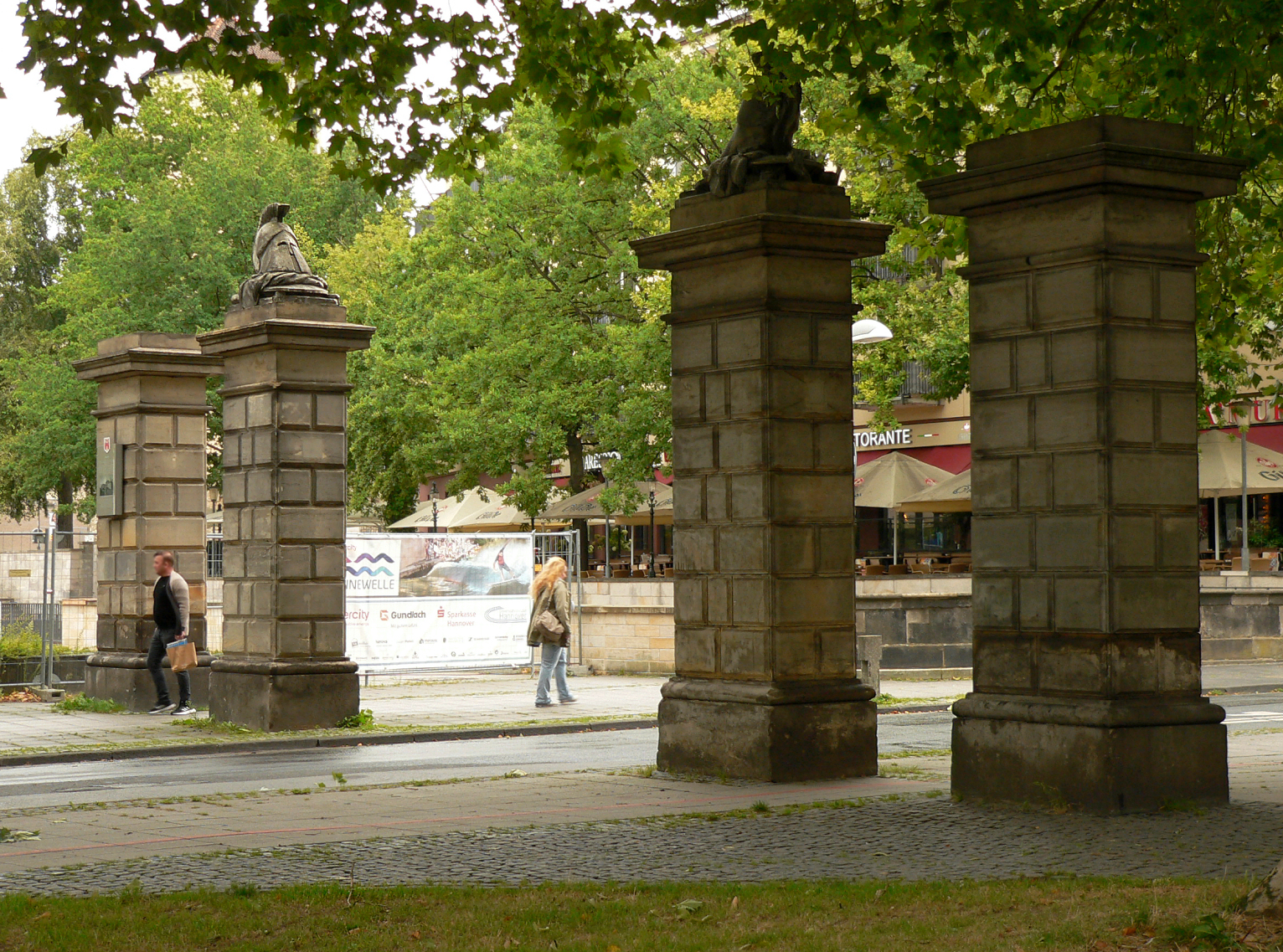
Heutiger Standort des Neuen Tores in Höhe der Leintorbrücke

1767 wurde der Stadtwall von der Archiv-Bastion bis zur Holzhof-Bastion abgetragen. An seiner Stelle wurde die Esplanade (rund um den späteren Waterlooplatz) angelegt. Etwa in Höhe der heutigen Waterloostraße 2 (Villa Kaulbach) wurde zwischen dem verbliebenen Stadtgraben und der Leine das „Neue Thor“ (auch „Holtz Thor“ genannt) angelegt; hier begann auch die Zufahrt zum Holzhof des Landesherrn.
Nachdem die Esplanade 1826–32 zum Waterlooplatz erweitert wurde, wurde dieser zum Mittelpunkt neuer Militärbauten. Dabei verlegte man den Stadtgraben und das Neue Tor nach Süden (Straße Schützengraben).
1833 wurde ein Neubau des Tores durch den Architekten Ernst Ebeling geschaffen als monumentale Anlage mit vier Sandsteinpfeilern und zwei Wachhäusern. Es war aber kein herkömmlich befestigtes Stadttor, sondern eher ein symbolisches Tor zur Sperrung einer Straße. Mit der Erweiterung der Kriegsschule (Kadettenanstalt in der Waterloostraße 13) wurde 1895 das östliche Wachhaus abgerissen.
Um 1960 wurde auch das westliche Wachhaus abgerissen. Die vier Torpfeiler wurden schließlich 1961 abgetragen und deuten wiederaufgebaut heute in der Schlossstraße auf die Lage des alten nicht mehr bestehenden Leintores. Nahe der Torpfeiler liegt die Leintorbrücke.